# مرصد مراغة

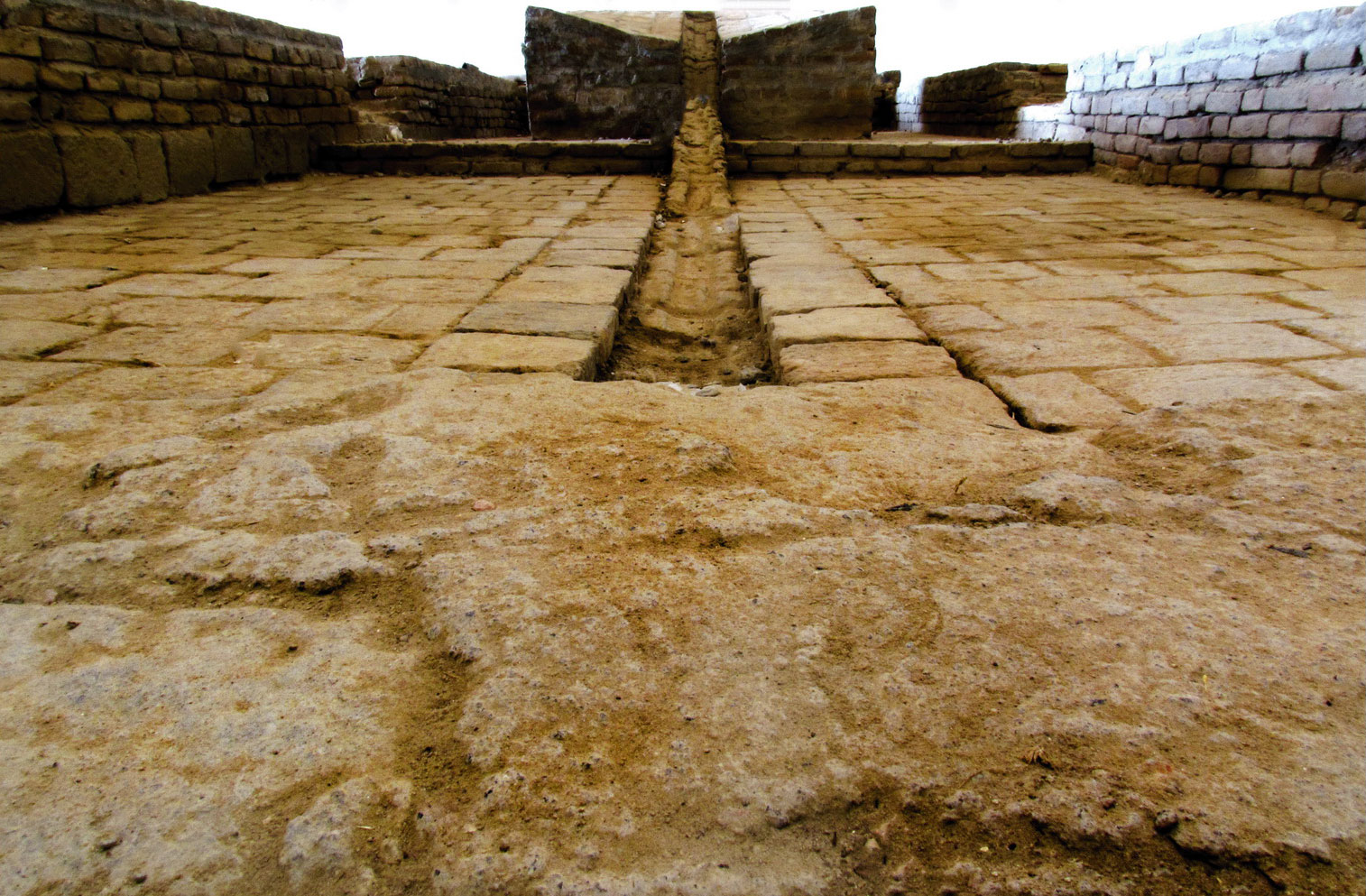
آثار المرصد

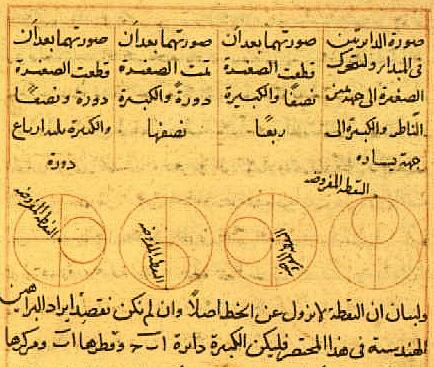
مزدوجة الطوسي.

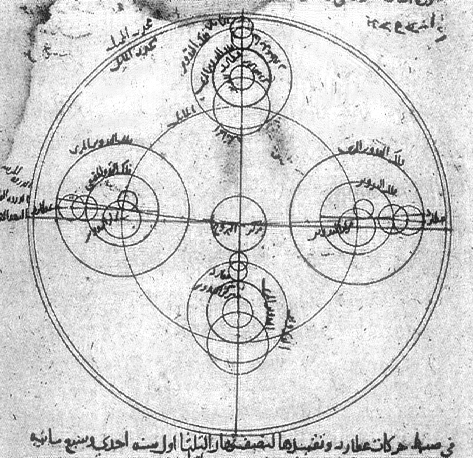
رسم حركات عطارد لابن الشاطر.

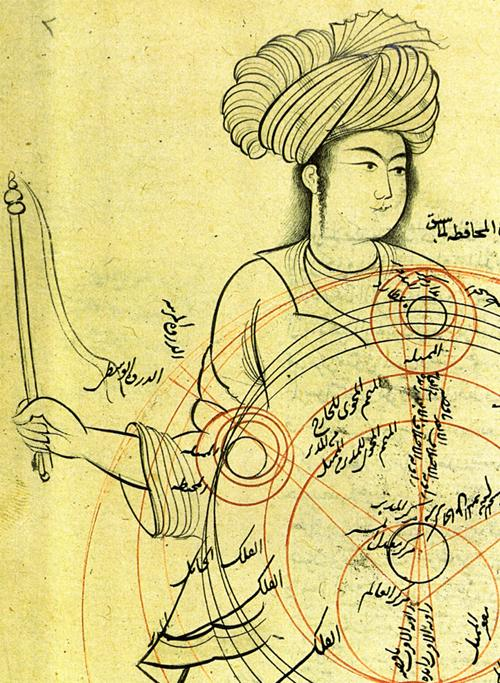
مخطوطة لقطب الدين الشيرازي

مرصد مراغة (بالفارسية: رصدخانهٔ مراغه) هو مرصد فلكي، أسسه نصير الدين الطوسي سنة 657 هـ / 1259م. يقع غرب مدينة مراغة الواقعة ضمن محافظة أذربيجان الشرقية في إيران.
شارك في تشييده علماء آخرون منهم قطب الدين فخر الدين المراغي، ومحي الدين المغربي، وعلي بن محمود نجم الدين الاسـطرلابي.

## الوصف
كان مرصد مراغة أكبر المراصد في ذاك الوقت، ويتألف من سلسلة من المباني التي تحتل مساحة 150 متراً عرضاً و350 متراً طولاً. كان لأحد هذه المباني قبة لتسمح لأشعة الشمس بالمرور. كما ضمّ مكتبة شملت حوالي 400,000 مجلدا، منها الكثير من الكتب التي نهبها المغول من مكتبات المشرق خلال غزواتهم في جميع أنحاء بلاد فارس وسوريا وبلاد ما بين النهرين. تم جمع الفلكيين من جميع أنحاء بلاد فارس وسوريا والأناضول وحتى الصين، ويعتقد علماء الفلك أن عمل العديد من الصينيين في المرصد قد أدخل أساليب الرياضيات الصينية إليه. تتلمذ في المرصد أكثر من مئة طالب وطالبة على يد نصير الدين الطوسي.

## ثورة مراغة

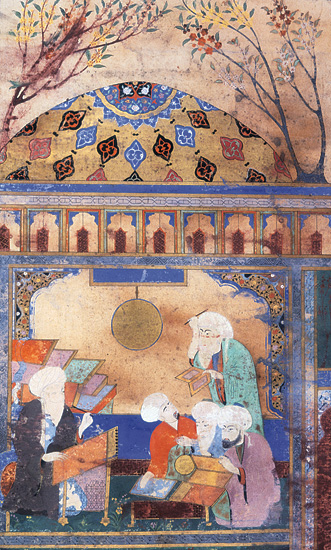
ناصر الدين الطوسي في مرصد المراغة بفارس

يشير مصطلح «ثورة مراغة» إلى ثورة مدرسة مراغة ضد الأفكار الفلكية لبطليموس.وانتشرت المبادئ الفلكية لهذه المدرسة إلى جامع دمشق ومرصد سمرقند. حاول فلكيو مراغة، كما فعل الذين سبقوهم في الأندلس، حل معدل المسار وإيجاد بدائل لنظام بطليموس الذي كان ينص على أن الأرض هي مركز الكون. حقق فلكيو مراغة نجاحا أكثر من نظرائهم في الأندلس حيث أوجدوا بدائل للنظرية تلغي الإكوانت والتباين المركزي وكانوا أكثر دقة من نظام بطليموس في توقع مواضع الكواكب حسابيا وأفضل اتساقا مع الملاحظات الاستنباطية. من أبرز هؤلاء العلماء نجد نصير الدين الطوسي ونجم الدين القزويني الكاتبي وقطب الدين الشيرازي وصدر الشريعة البخاري وابن الشاطر وعلي القوشجي وعبد العلي البيرجندي وشمس الدين الخافري.

وصف بعض المؤرخين أعمال فلكيي مراغة في القرنين الثالث عشر والرابع عشر بثورة مراغة أو ثورة مدرسة مراغة أو الثورة العلمية قبل عصر النهضة. من أهم أوجه هذه الثورة هو إدراك قدرة علم الفلك على وصف الأجسام الفيزيائية بلغة رياضية ووجوب عدم بقاء علم الفلك فرضيات رياضية لأن ذلك يوثق الظاهرة فحسب. أدرك فلكيو مراغة أن نظرة أرسطو للحركة بوصفها إما خطية أو دورانية غير صحيحة كما أظهرت مزدوجة الطوسي أن الحركة الخطية يمكن إنتاجها بحركات دورانية.

على عكس الفلكيين الإغريق والهيلينيين، الذين لم يعنوا بالتوفيق بين مبادئ الفيزياء ومبادئ الرياضيات لنظرية الكواكب، أصر فلكيو مراغة على جمع الرياضيات بالعالم الحقيقي المحيط بهم والتي تحولت من حقيقة مبنية على فيزياء أرسطو إلى حقيقة مبنية على الفيزياء الرياضية والاستنباطية بعد عمل ابن الشاطر. لذا تميزت ثورة مراغة بالابتعاد عن الأسس الفلسفية لكونيات أرسطو وفلك بطليموس والاتجاه نحو التركيز على الملاحظة التجريبية وترضية الفلك وبشكل عام الطبيعة كما جاء في أعمال ابن الشاطر والقوشجي والبيجرندي والخافري.

تضمنت إنجازات مدرسة مراغة أول دليل رصدي تجريبي لدوران الأرض حول محورها وكان وراءه الطوسي والقوشجي والفصل بين فلسفة الطبيعة وعلم الفلك الذي قام به ابن الشاطر والقوشجي وتفنيد ابن الشاطر لنظام بطليموس على أسس تجريبية لا فلسفية وتطوير نظام لا بطليموسي، من قبل ابن الشاطر أيضا، والذي كان رياضيا مطابقا لنظام كوبرنيكوس شمسي المركز.

كان محيي الدين الأوردي الأول بين علماء مراغة في تطوير نظام لا بطليموسي واقترح نظرية جديدة سماها لامة الأوردي. حل نصير الدين الطوسي مسائل مهمة في نظام بطليموس عبر مزدوجة الطوسي التي أوجدها كبديل لمسألة معدل المسار الفيزيائية لبطليموس. ناقش تلميذ الطوسي، قطب الدين الشيرازي في كتابه نهاية الإدراك في دراية الأفلاك، إمكانية مركزية الشمس. كتب القزويني الكاتبي، والذي عمل أيضا في مرصد مراغة، في كتابه حكمة العين داعما بحجج للنظام شمسي المركز لكنه ترك فيما بعد الفكرة.
أدرج ابن الشاطر الدمشقي، في كتابه نهاية السؤال في تصحيح الأصول، لامة الأوردي وألغى الحاجة إلى الإيكوانت عبر استحداث فلك تدوير جديد (مزدوجة الطوسي) فابتعد عن نظام بطليموس بطريقة رياضية مماثلة لطريقة نيكولاس كوبرنيكوس في القرن السادس عشر. وعكس علماء الفلك الذين سبقوه، لم يكن ابن الشاطر متمسكا بالأسس النظرية لفلسفة الطبيعة أو لعلم كونيات أرسطو بل اهتم فقط بتطوير نظام متلائم مع الملاحظات الاستنباطية. فعلى سبيل المثال، قادت ابن الشاطر دقة ملاحظته إلى إلغاء فلك التدوير في نظام بطليموس الشمسي وكل التباينات المركزية وفلكات التدوير ومعدل المسار في نظام بطليموس القمري. وبذلك أصبح نظامه أكثر ملاءَمة للملاحظات الاستنباطية من أي نظام سابق وأصبح كذلك أول نظام يسمح بالتجريب الاستنباطي.

## المرصد حاليا

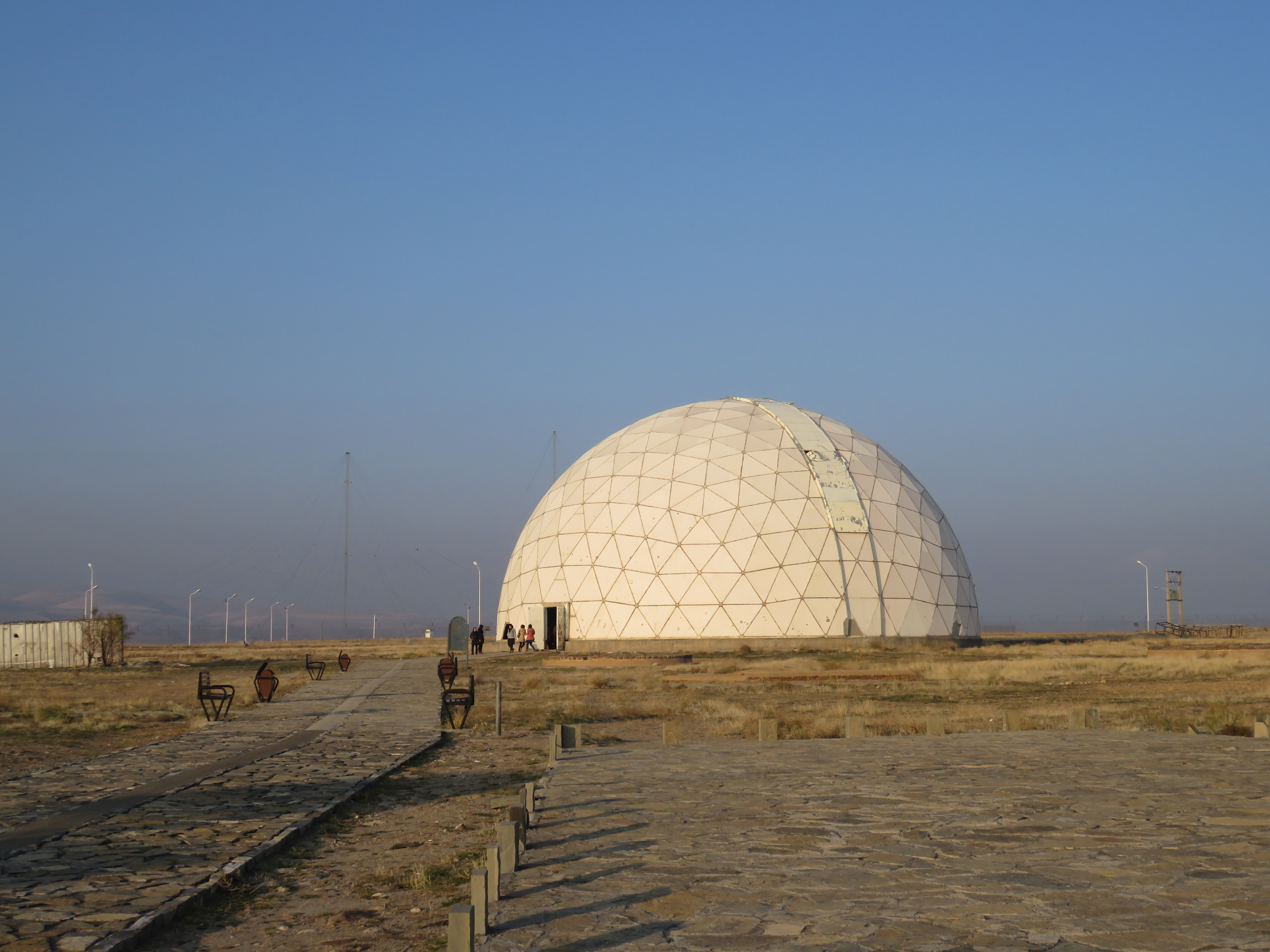
مرصد مراغة
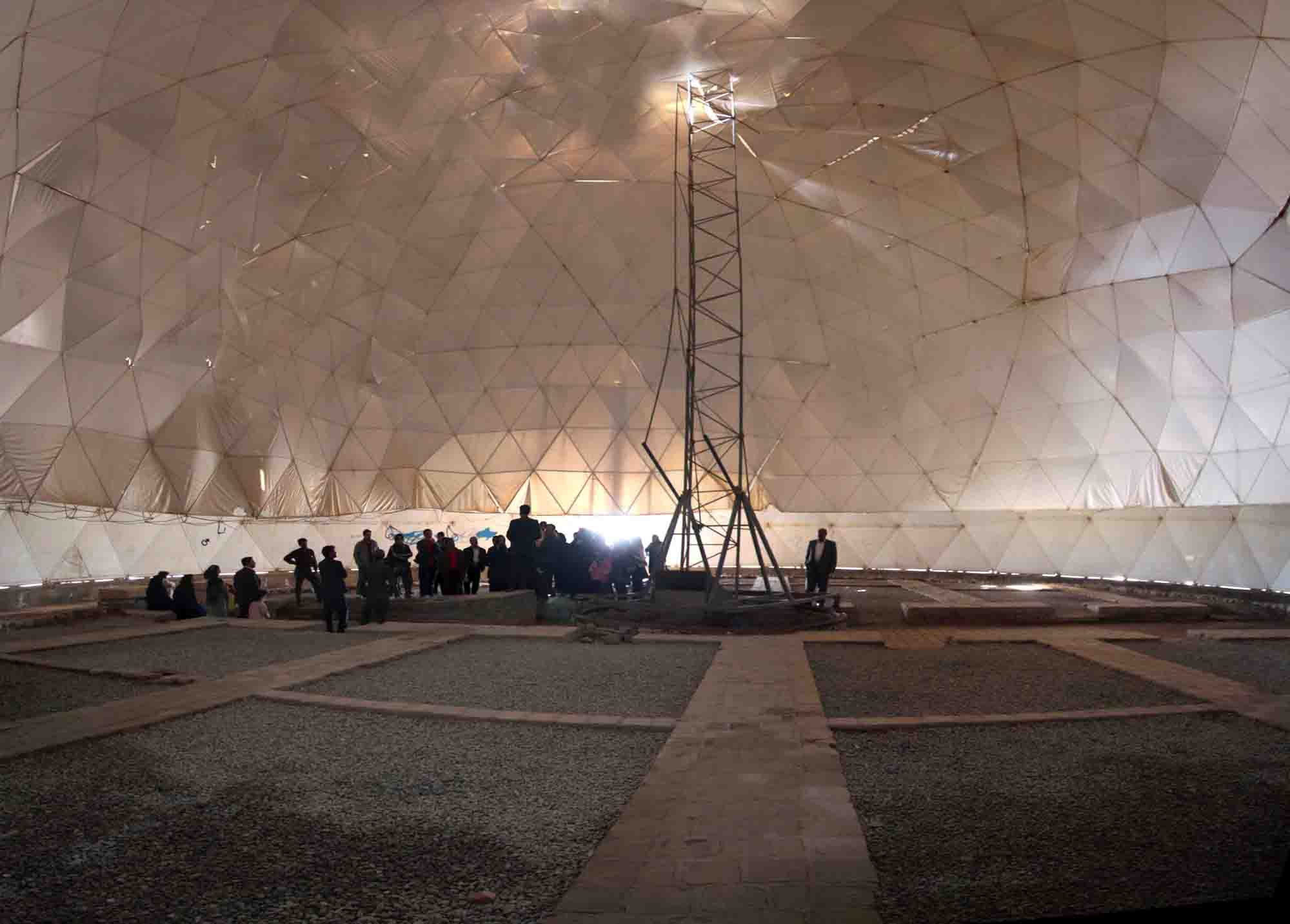
داخل مرصد مراغه
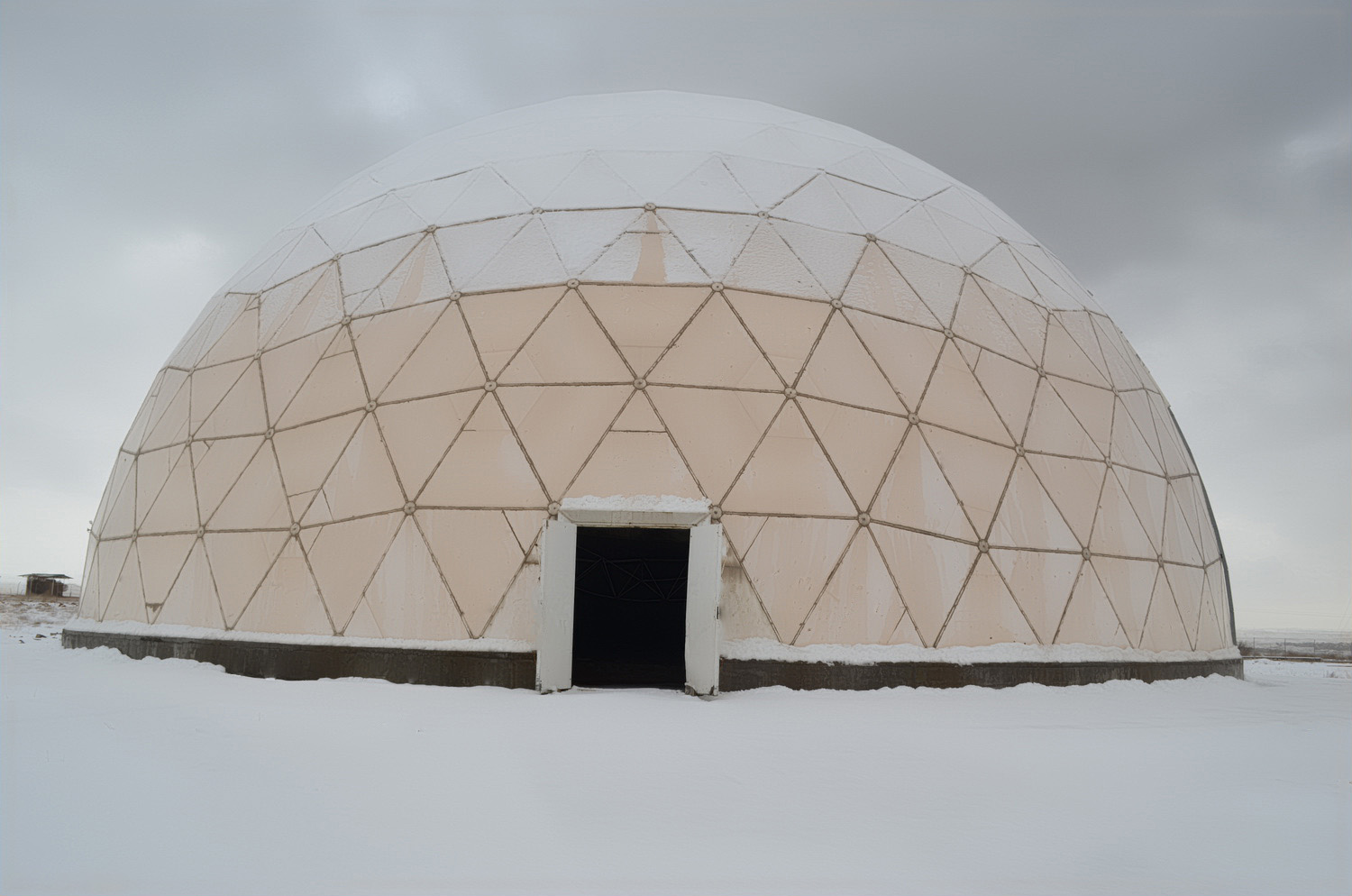
المرصد في يوم ثلجي
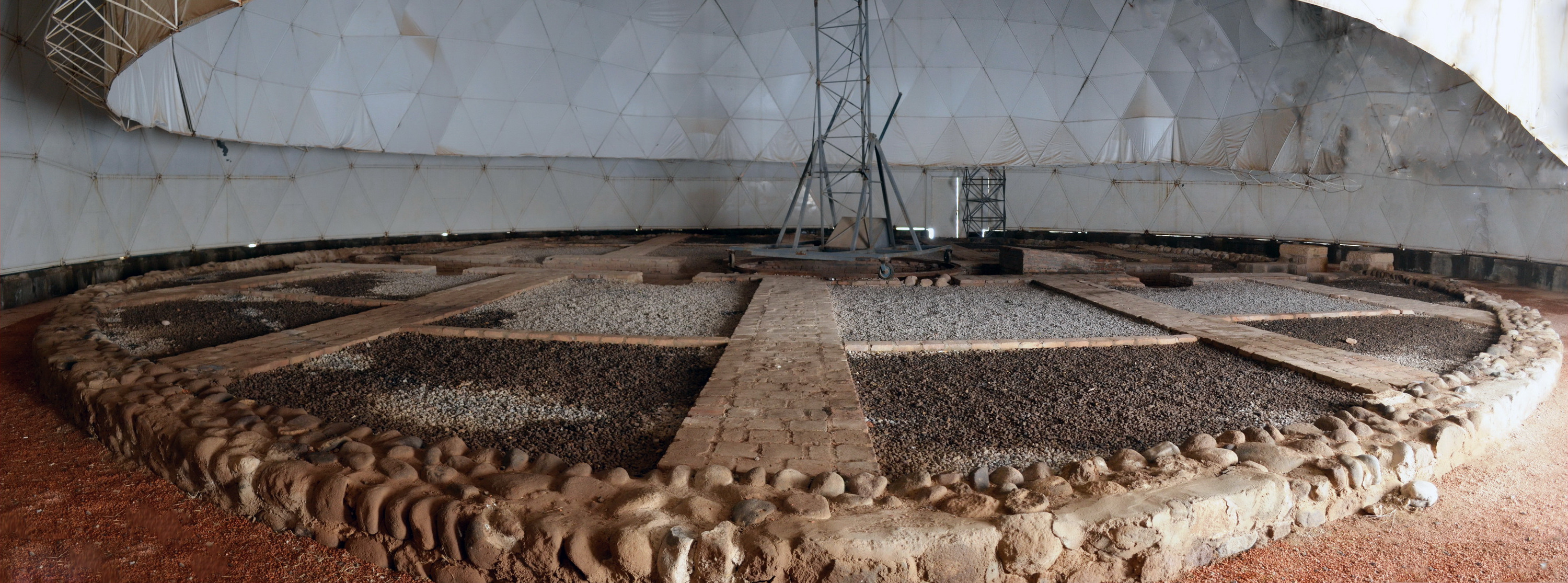
مراسي المرصد الداخلية
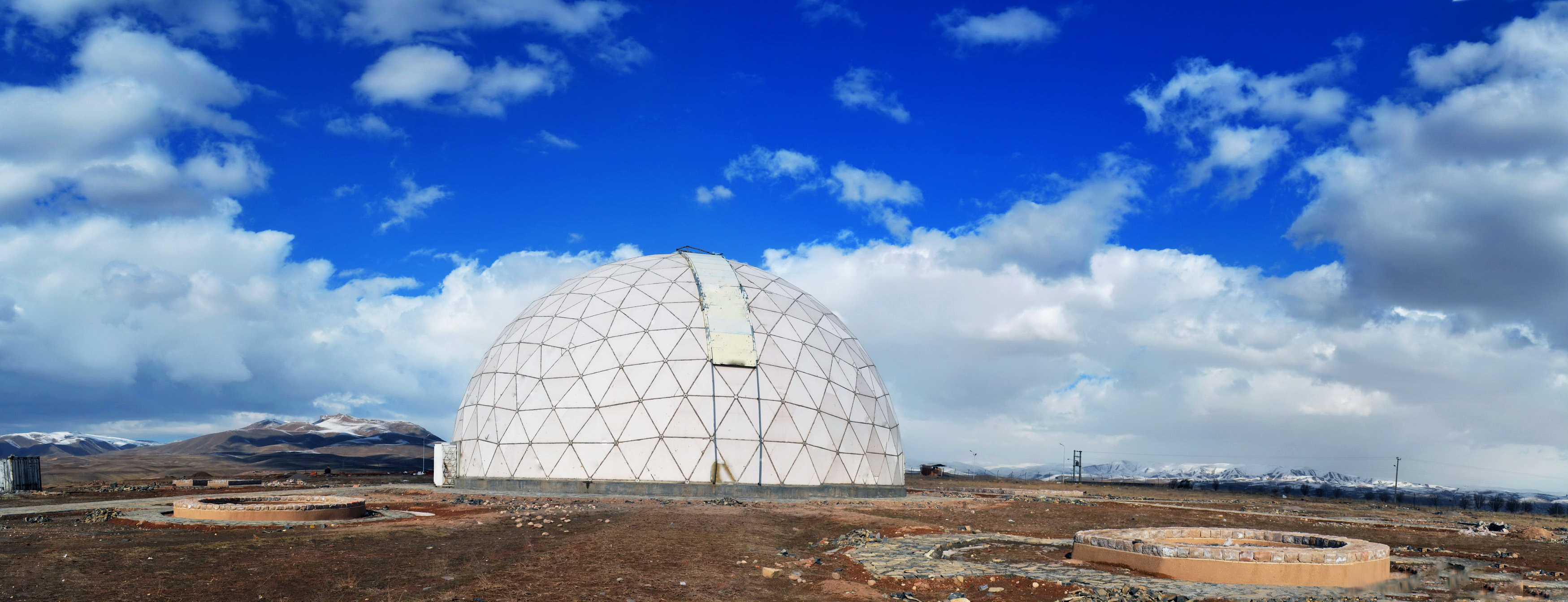
مرصد مراغي في يوم شتوي
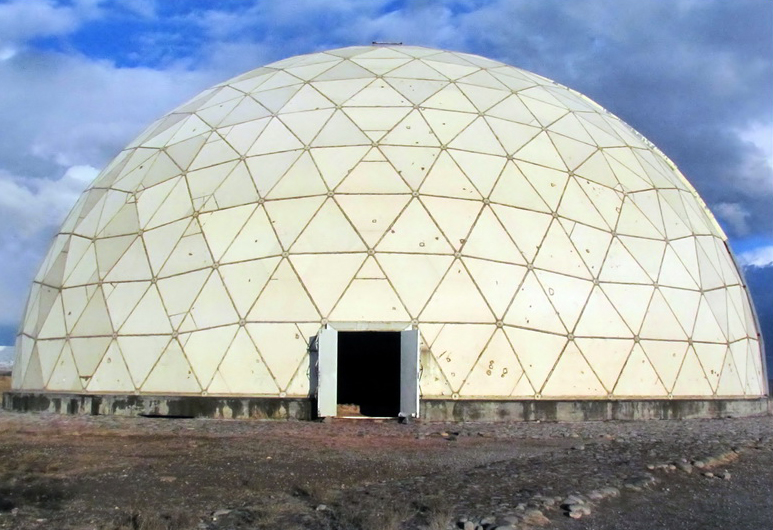
مرصد مراغة
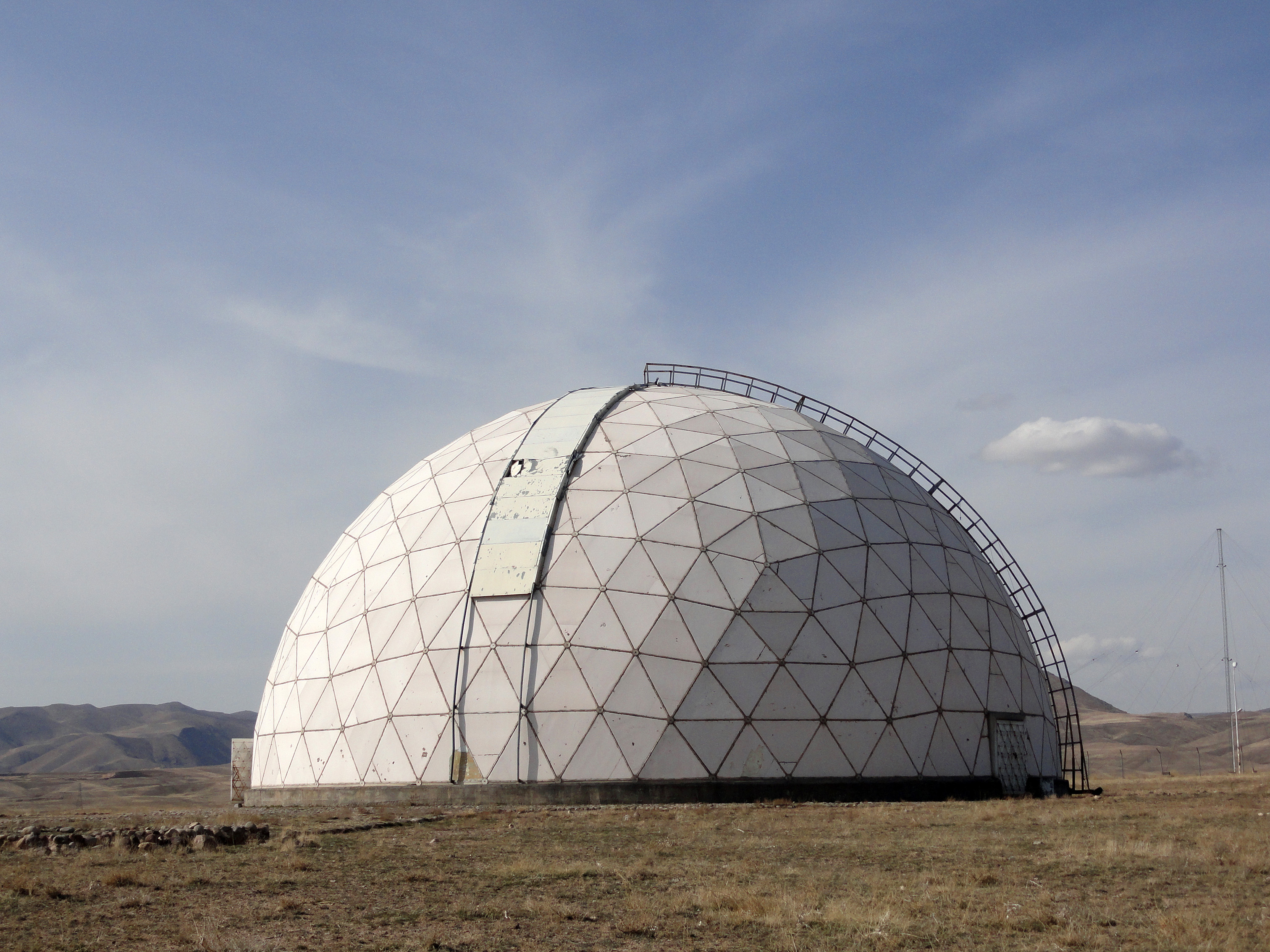
مرصد مراغة